# Терские кумыки
Те́рские кумы́ки (кум. терк къумукълар) — этническая группа кумыков, проживающих вдоль реки Терек на территории Чечни и Северной Осетии-Алании. Общая численность — ок. 30,2 тыс. человек (по данным переписи 2021 года). Верующие — мусульмане-сунниты. Делятся на две этнические подгруппы — «брагунцы» (проживают на территории Гудермесского и Грозненского районов Чечни) и «моздокцы» (или моздокские кумыки, проживают в Моздокском районе Северной Осетии-Алании).

## История
Они, по-видимому, происходят от тюменцев — дополовецкого тюркского этноса, населявшего всё правобережье Терека и междуречье с Сунжей. Вся эта территория вплоть до XVI века в ходила в состав Тюменского владения (впоследствии вошло в состав Русского государства). С XVI по XVII века эта территория входит в состав Брагунского владения (находилось в зависимости от шамхальства Тарковского), большую часть населения которого составляли кумыки.

В записках генерала А. П. Ермолова сказано: 
«Моровая язва была союзницею нашею против кабардинцев; ибо, уничтожив совершенно все население Малой Кабарды и производя опустошение в Большой, до того их ослабила, что они не могли уже как прежде собираться в больших силах, но делали набеги малыми партиями; иначе и войска наши, на большом пространстве частьми слабыми рассеянные, могли бы подвергаться опасности. Далее чеченцев по правому берегу Терека живут андреевские, аксаевские и костековские народы, называемые вообще кумыками, издавна подданные наши… Каждое из трех владений кумыцких управляемо было старшим по летам беем или князем и так они чередовались между собою. Следовательно, по большей части получалось, что управлял наименее способный. Народонаселение в сих владениях ничтожное, казне никаких доходов нет». 
Эпидемия чумы (моровой язвы) привела к опустошению когда-то густонаселённого Притеречья XVII—XVIII веках.
С конца XVII по начало XVIII века вся эта территория становится полем постепенного расселения чеченцев. Большая часть кумыкского населения покидает эти места.
С разделом Терской области терские кумыки становятся народом, отделённым от основного кумыкского этноса, проживающего большей частью в Дагестане. Территория их проживания делится между вновь образованными Чеченской (впоследствии Чечено-Ингушской) и Кабардинской АО. После передачи Курпского района КБАССР и Моздокского района Ставропольского края в состав Северной Осетии оказываются жителями укрупнённого Моздокского района СОАССР.

## Населённые пункты терских кумыков
Населённые пункты брагунцев — Брагуны (кум. Борагъан), Виноградное (кум. Бамат-Юрт), Дарбанхи (быв. Новые Брагуны, кум. Истисув).
Населённые пункты моздокцев — Кизляр (быв. Бековичево, кум. Гучукюрт), Предгорное (кум. Борасувотар), Малый Малгобек (кум. Гиччиотар), Калининский (кум. Копуравуз).

## Демография
| Год оценки (переписи) | Кумыкское население (чел.) | Доля от общего населения Чечни |
| --------------------- | -------------------------- | ------------------------------ |
| 1926                  | 2 217                      | 0,5 %                          |
| 1939                  | 3 575                      | 0,6 %                          |
| 1970                  | 6 865                      | 0,8 %                          |
| 1979                  | 7 808                      | 0,8 %                          |
| 1989                  | 9 591                      | 0,9 %                          |
| 2002                  | 8 883                      | 0,8 %                          |
| 2010                  | 12 221                     | 1,0 %                          |
| 2021                  | 12 184                     | 0,8 %                          |